# انیمه نیوز نتورک
انیمه نیوز نتورک (به انگلیسی: Anime News Network (ANN)‎) نام وب‌گاه خبری است که به انتشار اخبار و اطلاعات مرتبط با انیمه، مانگا و بازیهای ویدئویی ژاپنی می‌پردازد.